# 中华民国政府沿革
中華民國政府的歷史最早可追溯至1911年肇建立於武昌市的中華民國軍政府鄂軍都督府，之後歷經南京臨時政府、北京臨時政府、北洋政府、國民政府等多次政權替換，直到1947年行憲至今的中華民國政府。目前依照《中華民國憲法》及《中華民國憲法增修條文》運作的中華民國政府，是由民主進步黨籍總統賴清德領導的賴清德政府執政。

## 中華民國軍政府

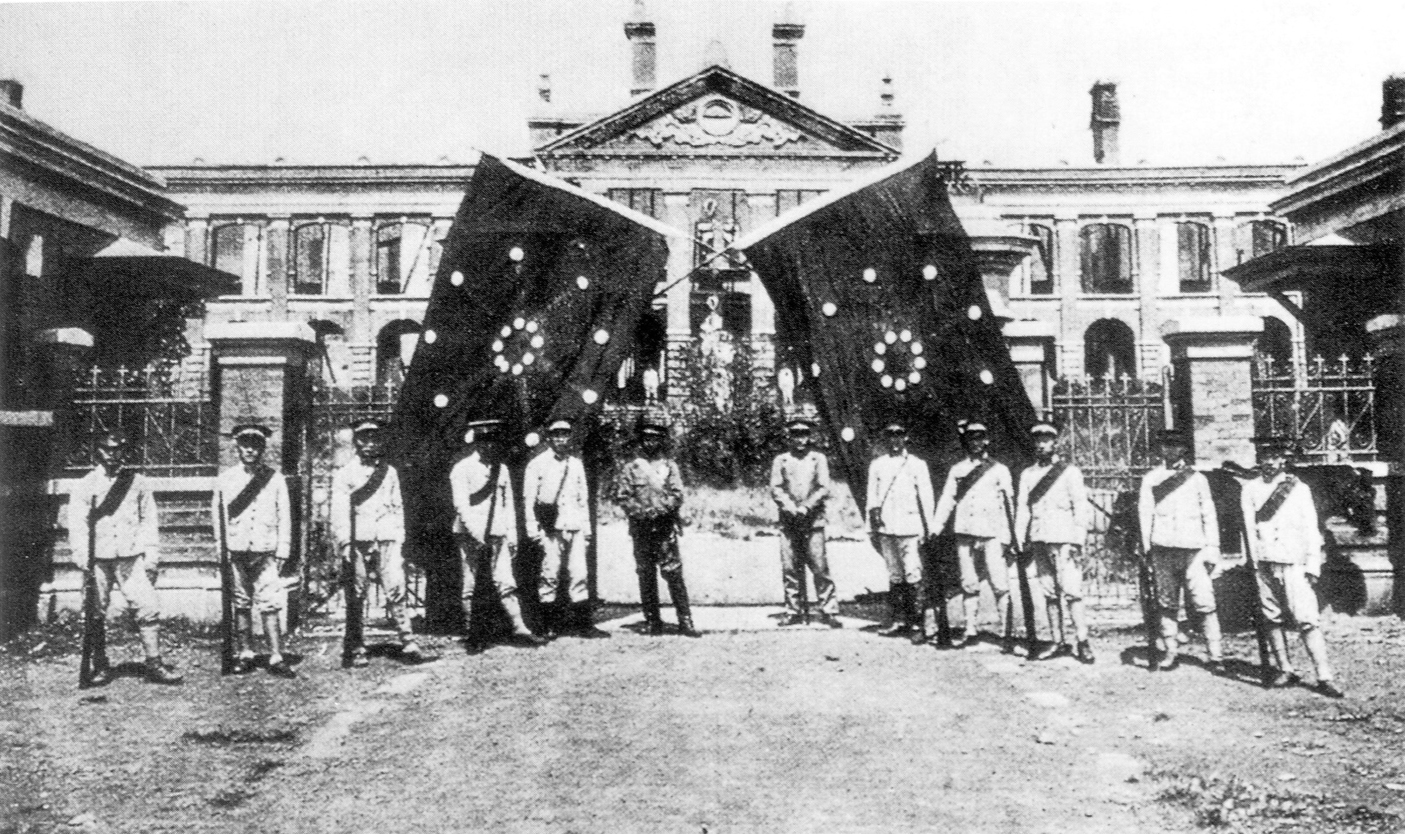
1911年辛亥革命時的武漢中華民國軍政府

1911年10月11日，武昌起义爆發第二天，共进会和文学社的革命黨人在武昌市成立「中華民國軍政府鄂軍都督府」，成为第一个使用「中華民國」名稱的政權機構。中华民国军政府鄂军都督府既是中华民国第一个省级军政府，同时代行中央军政府的职责，在此后近二个多月中实际上扮演了中华民国军政府的角色。
起义前原定政府设八个部：总理部总理刘公，军务部正长孙武，副长蒋翊武、高尚志；参议部正长蔡济民，副长徐达明；内务部正长杨时杰，副长杨玉如；外交部正长宋教仁，副长居正、刘复基；理财部正长李春萱，副长张振武；调查部正长邓玉麟，副长彭楚藩；交通部正长丁立中，副长王炳楚等。10月14日，《军政府暂行条例》规定鄂军都督府设军令、军务、参谋、政事四部，并由汤化龙任政事部长，总揽行政大权。10月25日，《中华民国鄂军政府改订暂行条例》颁布，成立军事参议会，将政事部分成内务、外交、理财、交通、司法、编辑等6个部，后又增设教育、实业2个部。主要官员为军令部长杜锡钧、参谋部长张影良、军务部长孙武、内务部长冯开浚、外交部长胡瑛、理财部长陶德琨、司法部长张知本、交通部长熊继贞、编辑部长汤化龙、总监部总监刘公、教育部长苏成章、实业部长李四光等。
11月初，湖北军政府颁布《中华民国鄂州约法》，是中国历史上第一部以立法、行政、司法三权分立为原则的政权根本法。 11月17日，中国各省都督府代表联合会议决，承认湖北军政府为中华民国中央军政府。11月30日，各省代表在汉口举行会议，于12月3日，通过与公布了《中华民国临时政府组织大纲》。鉴于清军占领汉阳、炮击武昌的形势，各省代表决定移至南京举行临时大总统选举，组织政府。12月25日，孙中山自海外回到上海，并在29日的临时大总统选举中当选为中华民国第一任临时大总统。

## 中華民國臨時政府

### 南京臨時政府
1912年公曆元旦，中華民國臨時政府於南京成立，標誌著中華民國的正式建國。1月3日，各省代表选举黎元洪为临时副总统。1月5日南京临时政府依照《中華民國臨時政府組織大綱》舉行内阁第一次會議。1912年1月28日，中华民国临时参议院正式成立。1912年2月15日及2月20日，举行了1912年中华民国临时大总统选举。結果由袁世凱以17票當選臨時大總統，黎元洪以17票當選臨時副總統。
1912年3月8日南京臨時參議院通过《中華民國臨時約法》，3月11日公布实施，取代《中華民國臨時政府組織大綱》。

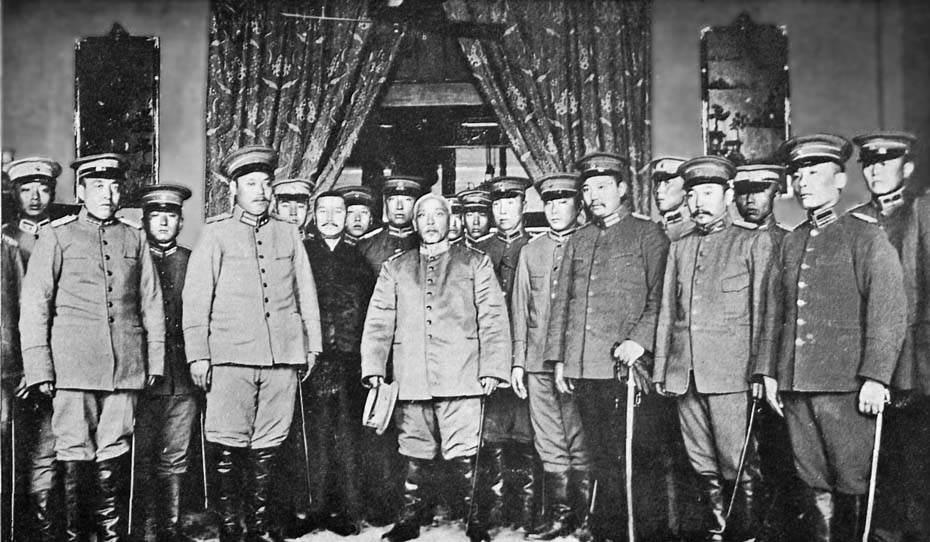
1912年3月10日，袁世凯在北京外交部迎宾馆内就任中华民国临时大总统。

### 北京臨時政府
《中華民國臨時約法》公布实施后，南京的中華民國臨時政府解散，由北京中华民国临时政府继承，權力歸入不同機關。1912年3月10日袁世凯就任临时大总统，中华民国政府正式取代清朝政府成为代表中國的合法政府。1912年4月南京临时参议院迁到北京，史称北京临时参议院。
1913年中華民國大總統選舉中，袁世凯、黎元洪分别当选中华民国大总统、副总统，并于1913年10月10日就职。1913年4月8日，第一届国会开幕，北京临时参议院走入歷史。

## 北洋政府
1913年，北洋政府依《臨時約法》正式成立，採用大總統與國務總理雙首長為主的三權分立制度：行政權以及外交、軍事等涉外事務歸大總統與國務總理、立法權歸參議院，司法權歸法院。經過折衝後，北洋政府採取接近內閣制的雙首長制。總統與總理均由參議院選出，總統職務為執行法律、發布命令、統率全國陸海軍隊、任命官員、外交權、依法宣布戒嚴、特赦、減刑復權。不過，以上各權利均需經由參議院同意。由總統任命的國務總理則負責實際內政治理及法律副署權。雖然制度設計如此，在此期間有數次對中華民國政府體制造成挑戰的事件發生。1912年，擔任大總統的袁世凱將總統職權擴大，甚至於1915年短暫宣佈施行帝制。1916年，北洋政府雖短暫回歸雙首長制，不過仍發生府院之爭的混亂場面。但總體來說，北洋政府时期是中国民主社会的开端，其民主程度勝於日後國民政府的党国体制。
1916年6月袁世凯逝世。1918年9月，安福国会选举徐世昌为民国大总统，冯国璋被逐出北京政府，北京中央权力为皖系掌控。1920年7月，直皖战争爆发，直系曹锟、吴佩孚取胜之后控制北洋政府，段祺瑞被迫下台；安福国会也於同年8月30日遭到解散。1922年第一次直奉战争后，吳佩孚恢复法统，重开国会，逼迫徐世昌下野，黎元洪復任大总统。1923年10月，曹錕通过賄選當上大總統。

### 中华民国临时政府 (段祺瑞)

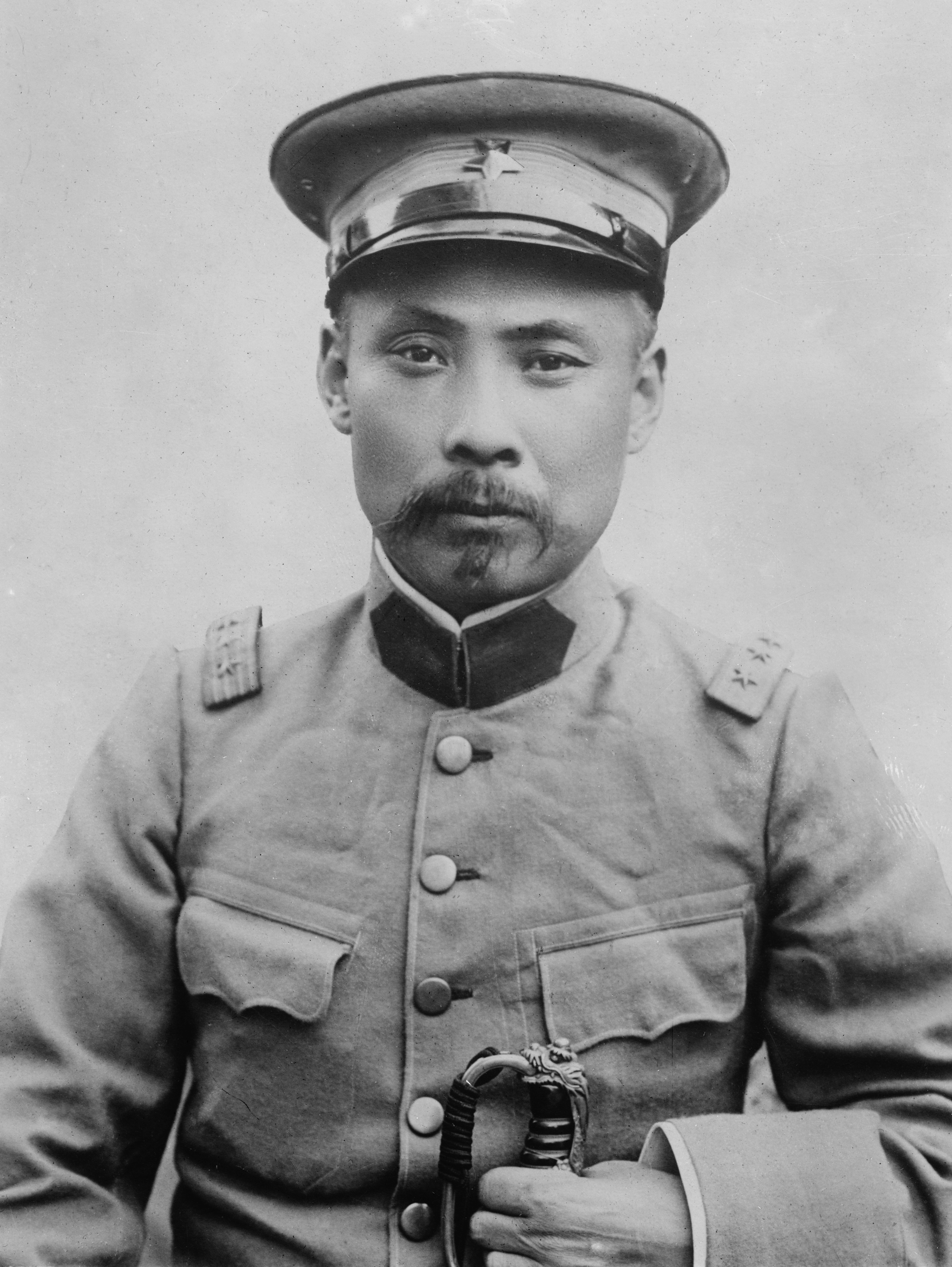
中华民国临时政府临时执政段祺瑞

1924年10月，冯玉祥等人发动北京政变，推翻了直系曹锟、吴佩孚。1924年11月22日，段祺瑞离开天津赴北京。11月24日，段祺瑞公布《中华民国临时政府制》，成立中華民國臨時政府。临时执政段祺瑞取消《曹锟宪法》及《中华民国临时约法》，并制定新的《中华民国宪法》。
1926年4月9日，冯玉祥的部下鹿钟麟率国民军发动政变，包围临时执政府，临时执政段祺瑞等人逃到北京东交民巷，后逃往天津，此后由国务院摄行临时执政职务。1926年5月13日，曾于1924年倒台的顏惠慶內閣宣佈復職，並依法由國務院攝行大總統職權。

### 安国军政府
1926年4月，直奉军阀联合进攻国民军，冯玉祥被迫率国民军退往绥远，张作霖再次控制了北京政府，并于1927年6月16日成立“中华民国军政府”，史称安国军政府。
1928年6月3日，張作霖的军政府瓦解。6月8日，國民革命軍占领北京。1928年12月29日，奉系領袖張學良除下五色旗、改掛青天白日滿地紅旗，並通電南京政府，表示接受國民政府管轄，史稱東北易幟。至此，北洋政府結束運作，北洋派退出歷史舞台。

## 中華民國軍政府

### 护国军政府

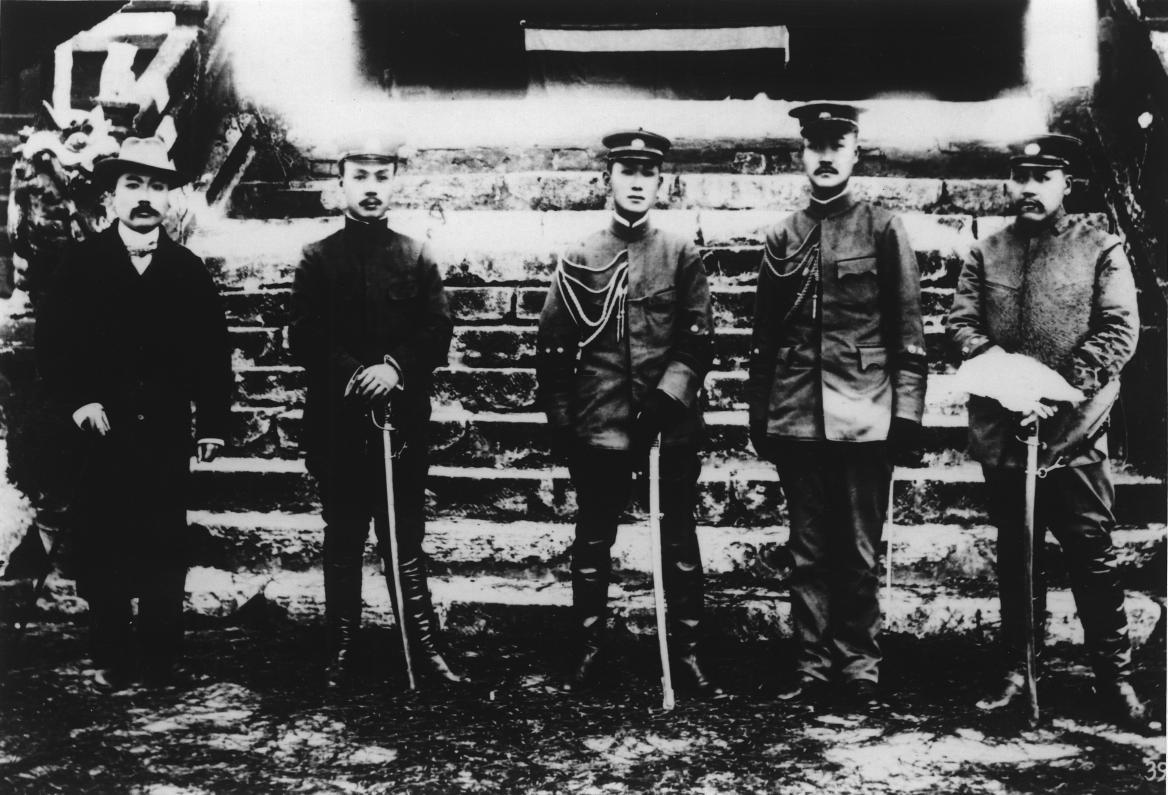
云南护国军将领合影。左起：李曰垓、罗佩金、蔡锷、殷承瓛、李烈钧

1915年12月，袁世凱於北京宣佈接受君主立宪帝制。随后唐繼堯、李烈鈞等宣布雲南獨立，于1915年12月25日成立云南军都督府，并发动反北洋政府的护国战争。南方其他各省之後亦紛紛宣佈獨立，建立贵州都督府、两广护国军都司令部、中华民国军务院等政权，山东亦于1916年5月5日在周村建立山东护国军政府。 其中中华民国军务院是中央政权。袁世凱在內外壓迫後宣佈取消帝制，並於數月後病逝。1916年7月14日，中华民国军务院解散，护国军政府随之解散。

### 护法军政府
孫中山自1917年起成立中華民國軍政府以與北洋政府抗衡，但其主權治權僅及於南方省份，且不受國際承認。1923年孫中山在驅逐陳炯明之後及蘇聯的支持下，成立了中華民國陸海軍大元帥大本營。:10

## 國民政府

### 广州国民政府
1925年6月14日，中國國民黨中央執行委員會政治委員會第十四次會議決議改組大元帥府為國民政府。6月28日，中國國民黨中央政治委員會通過《國民政府及省政府組織大綱》，规定國民政府最高決策機關為國民政府委員會，該委員會採取合議委員制，汪兆銘為主席。同時，中國國民黨中央委員會將廣東所有建國軍和黨軍，一律改稱為國民革命軍:91，并計畫國民革命軍北伐。
1925年7月1日公布国民政府组织法，成立國民政府:379。1926年10月，国民革命军占领武汉三镇。11月8日，中国国民党中央政治会议决定迁移中央党部和国民政府到武汉。12月5日，中国国民党中央正式宣布中央党部和政府停止在广州办公，各机关工作人员分批前往武汉:13。

### 武汉国民政府
1927年2月21日，武漢國民政府正式辦公。武漢國民政府因採用委員會制不設主席，設國民政府委員會；以汪精衛、譚延闓、孫科、徐謙、宋子文五人為常務委員。其運作至「寧漢合流」後解散。

### 南京国民政府（1927—1937）

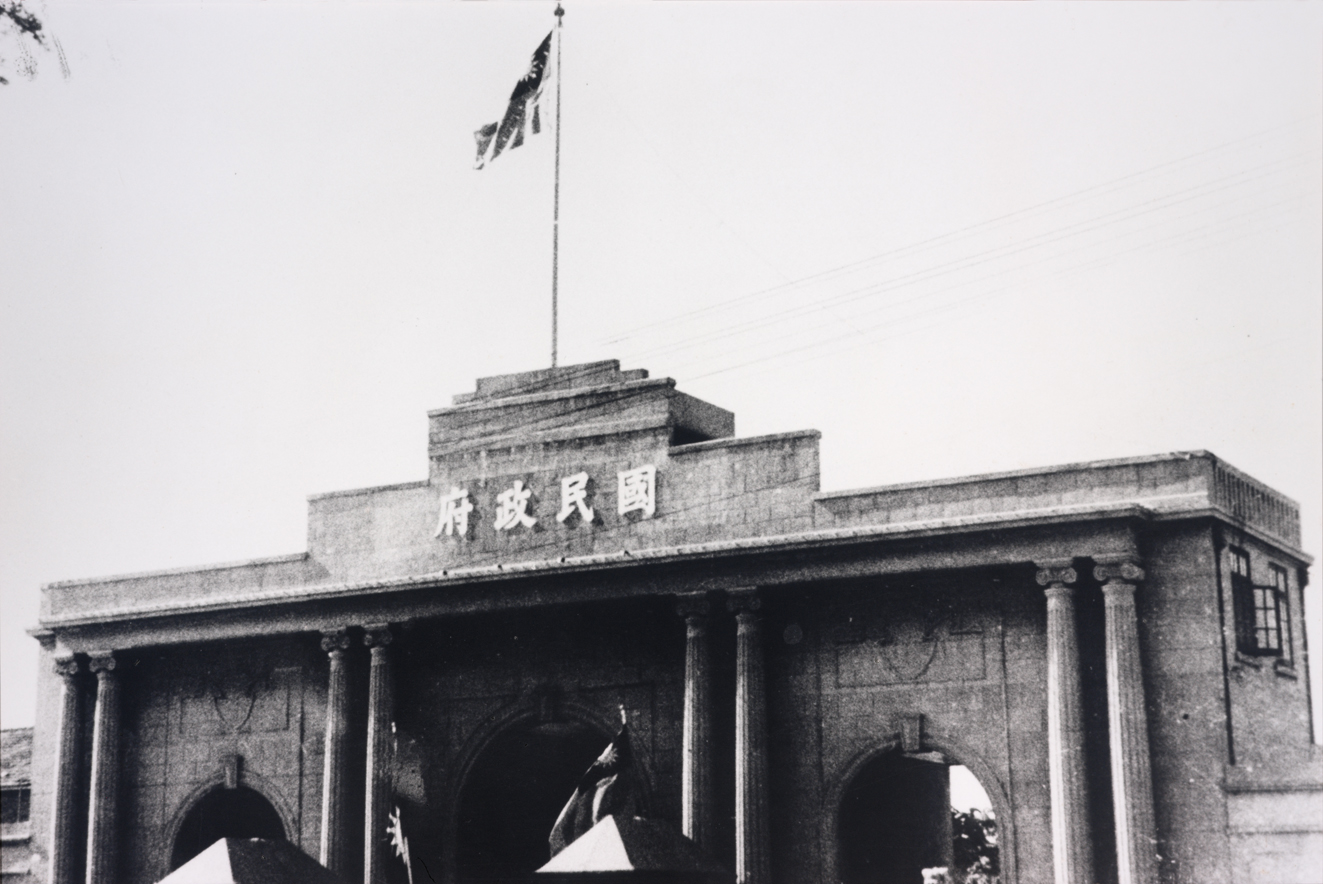
1927年成立的南京国民政府的大门

1927年3月，北伐軍攻克了上海與南京，4月12日蔣中正實行“清黨”，4月18日在南京另立「國民政府」，与武汉既有的国民政府并立。在成立大會上，發布了中國國民黨中央政治會議關於奠都南京的宣言以及《國民政府宣言》。1928年6月國民革命軍攻克北京後，南京國民政府獲得西班牙、德國、法國等國普遍承認。1928年12月，張學良宣布東北易幟，決定除去五色旗、名義上服膺國民政府後，國民政府取代北洋政府、成為中國唯一合法政府。
國民政府特色為委員制，具有合議型、臨時編組、任務型等性質。一般來說，政府的運作主要決策者為中國國民黨遴選之國民政府委員所組成的國民政府委員會，其最高代表者為國民政府主席，為名義上之國家元首。依照五權憲法理論，國民政府陸續設置行政院、立法院、司法院、考試院與監察院，做為國家權力的執行機關，與國民政府委員會構成行憲前「一府五院」體制之雛形，但政治權力仍在國民政府委員會手中。如再就職權細分，國民政府主席與國民政府委員會共同負責外交、軍事等涉外權力，內政則由行政院負責。而除了國民政府委員會之外，國民政府也有許多機構多採取委員制。依照《中華民國國民政府組織法》規定，國民政府委員定額早期為12至16人，1930年代之後增為24至36人，而國民政府主席、行政院院長、立法院院長、監察院院長、考試院院長、司法院院長、及其副院長均由該委員會推選。而國民政府從1930年的第一次蔣中正內閣開始共組閣過十數次。
1930年閻錫山、馮玉祥、李宗仁、蔣中正之间爆发中原大戰。3月初，阎锡山以反对蒋介石操纵国民党三大为名，电邀国民党内反蒋各派首领汪兆銘、馮玉祥、李宗仁等在北平举行中国國民黨中央黨部擴大會議。8月7日，会议在中南海怀仁堂召开，議決在北平成立“國民政府”（北平国民政府），選閻、馮、李、汪等七人為委員，閻錫山為主席，並於9月9日上午9時9分成立。不過張學良隨即表示支持蔣中正，並於9月23日進駐北平。北平「國民政府」一度遷往太原，並在10月提出《中華民國約法草案》。11月4日隨著閻、馮宣告下野而解散。

### 重庆国民政府
1937年抗日戰爭爆發後，首都南京沦陷，國民政府迁往重庆。12月1日，国民政府在重庆开始办公。在1938年宣佈實施戰時政府體制，軍事指揮權由國民政府主席轉交國民政府軍事委員會，這段時間的政治權力均掌握在擔任國民政府軍事委員會委員長的蔣中正手中。1943年9月，蔣中正被推選為國民政府主席兼陸海空軍大元帥，並兼國民政府軍事委員會委員長和行政院院長。:20
1937年12月14日日本在北京扶植成立中華民國臨時政府，統轄平津和華北等地區，以五色旗為國旗。為與1938年3月28日成立于南京的中華民國維新政府相區別，而稱为“华北临时政府”。1940年，原屬國民黨的前行政院院長汪精衛受日軍扶植，於南京又另組一「國民政府」，並在上海發表《和平建國宣言》，然而美國、法國等國均拒絕承認該政權。1945年日本投降後，汪精卫政府宣布解散。

### 南京国民政府（1946—1948）
1946年5月5日，国民政府发布《還都令》，宣布将“凯旋南京”。抗戰勝利後，要求盡快實施憲政的呼聲再起。有鑑於此，國民政府於1946年11月15日召開制宪国民大会，會中以政协宪草决议案為蓝本制定《中華民國憲法》，確立現今「一府五院」的中央政府架構。此外，憲法規定在中央政府之上設有國民大會，具有國會的性質。1946年12月25日，《中华民国宪法》经审核通过，并订于1947年12月25日起正式实施。:48-50

## 中华民国政府

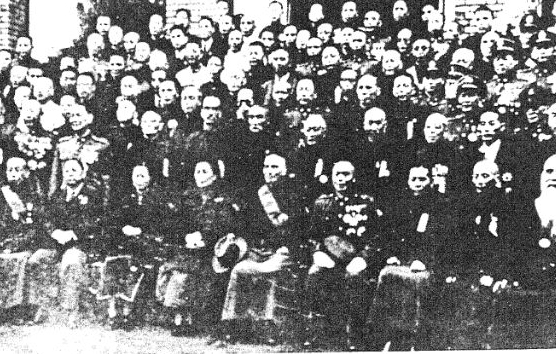
1948年5月20日，蔣中正與李宗仁就任中華民國行憲後第一任總統、副總統

### 蒋中正政府
1948年，國民大會召開第一屆第一次會議，选举第一任总统、副总统，新的中华民国政府體制正式建立，國民政府走入歷史。但由于國共內戰全面爆發，中華民國國軍在戰場逐漸處於弱勢，剛行憲改組不久的中華民國政府也因而開始經歷多次搬遷。1949年1月16日，中華民國政府遷至廣州；1949年4月23日，解放軍攻下南京；同年10月14日，解放軍佔領廣州，中華民國政府於10月13日疏遷至重慶，10月15日正式辦公；同年11月29日，再西遷至成都。:48-50
為了因應當時內戰全面爆發的政治情勢，國民大會同時制定了《動員戡亂時期臨時條款》，使總統與國民大會的權力得以擴張:11。1949年第二次国共内战失败後，中華民國政府撤退到臺灣，繼續維持原有的政府架構，也未更動憲法本文；但當時執政的國民黨鑒於鞏固在臺統治與臺海兩岸的軍事與政治對峙，仍繼續施行《動員戡亂時期臨時條款》，並長期實施戒嚴。:205

### 严家淦政府
1975年4月5日，蒋中正病逝，依中華民國憲法規定，由副總统嚴家淦繼任總統。4月6日上午11時，嚴家淦宣誓就任總統。嚴家淦成為中華民國首位文人總統。1977年7月9日訪問沙烏地阿拉伯，成為中華民國政府遷台後第一位出訪邦交國的總統。嚴家淦擔任中華民國總統期間，實際掌權者被認為是擔任中國國民黨主席及行政院院長的蔣經國。:59
|      |      |        |              |               |            |
| 次序 | 肖像 | 姓名   | 任職期間     | 任職期間      | 政黨       |
| 次序 | 肖像 | 姓名   | 到任時間     | 卸任時間      | 政黨       |
| 1    |      | 蔣經國 | 1972年6月1日 | 1978年5月20日 | 中國國民黨 |

### 蒋经国政府
1978年蔣經國正式就任總統後，提名指派並與總統府共同為行政部門主體的行政院院長，共歷任兩任兩位。其中，俞國華在蔣經國逝世、李登輝繼任總統後仍繼續擔任行政院院長一年半，直至1989年6月才下台。
|      |      |        |               |              |            |
| 次序 | 肖像 | 姓名   | 任職期間      | 任職期間     | 政黨       |
| 次序 | 肖像 | 姓名   | 到任時間      | 卸任時間     | 政黨       |
| 代理 |      | 徐慶鐘 | 1978年5月20日 | 1978年6月1日 | 中國國民黨 |
| 1    |      | 孫運璿 | 1978年6月1日  | 1984年6月1日 | 中國國民黨 |
| 2    |      | 俞國華 | 1984年6月1日  | 1989年6月1日 | 中國國民黨 |

### 李登辉政府
1988年1月13日至1990年5月20日期间，李登辉担任中华民国第7任總統。1990年5月20日－1996年5月20日期间，李登辉担任中华民国第8任總統。1996年5月20日－2000年5月20日期间，李登辉担任中华民国第9任總統。李登辉政府时期的行政院院長，包含前任蔣經國政府末期的俞國華及李煥、郝柏村、連戰、蕭萬長等共歷任五任五位。其中，連戰的第二任行政院長任期為副總統兼任。
1990年代，中華民國政府開始對憲法進行重大修正，廢止《動員戡亂時期臨時條款》、在憲法本文之外另定《憲法增修條文》，在其中加入了許多針對臺灣所設計的內容。之後，中華民國政府在1991年至1992年進行國會全面改選、1996年起施行正副總統直接民選。這一連串的民主化措施，讓中華民國從威權體制轉化為落實《中華民國憲法》第二條「主權在民」原則的民主國家，也讓代表「國民主權」的中華民國政府擁有更強的合法性與正當性。
1997年7月21日，中華民國國民大會將憲法增修條文全文修正，將“省”虛級化，將省政府改為行政院的派出機關，移除省政府原有的地方自治功能。
|      |      |        |               |               |            |  |  |
| 次序 | 肖像 | 姓名   | 任職期間      | 任職期間      | 政黨       |  |  |
| 次序 | 肖像 | 姓名   | 到任時間      | 卸任時間      | 政黨       |  |  |
| 1    |      | 俞國華 | 1984年6月1日  | 1989年5月31日 | 中國國民黨 |  |  |
| 2    |      | 李煥   | 1989年6月1日  | 1990年5月31日 | 中國國民黨 |  |  |
| 3    |      | 郝柏村 | 1990年6月1日  | 1993年2月27日 | 中國國民黨 |  |  |
| 4    |      | 連戰   | 1993年2月27日 | 1997年8月31日 | 中國國民黨 |  |  |
| 5    |      | 蕭萬長 | 1997年9月1日  | 2000年5月20日 | 中國國民黨 |  |  |

### 陈水扁政府

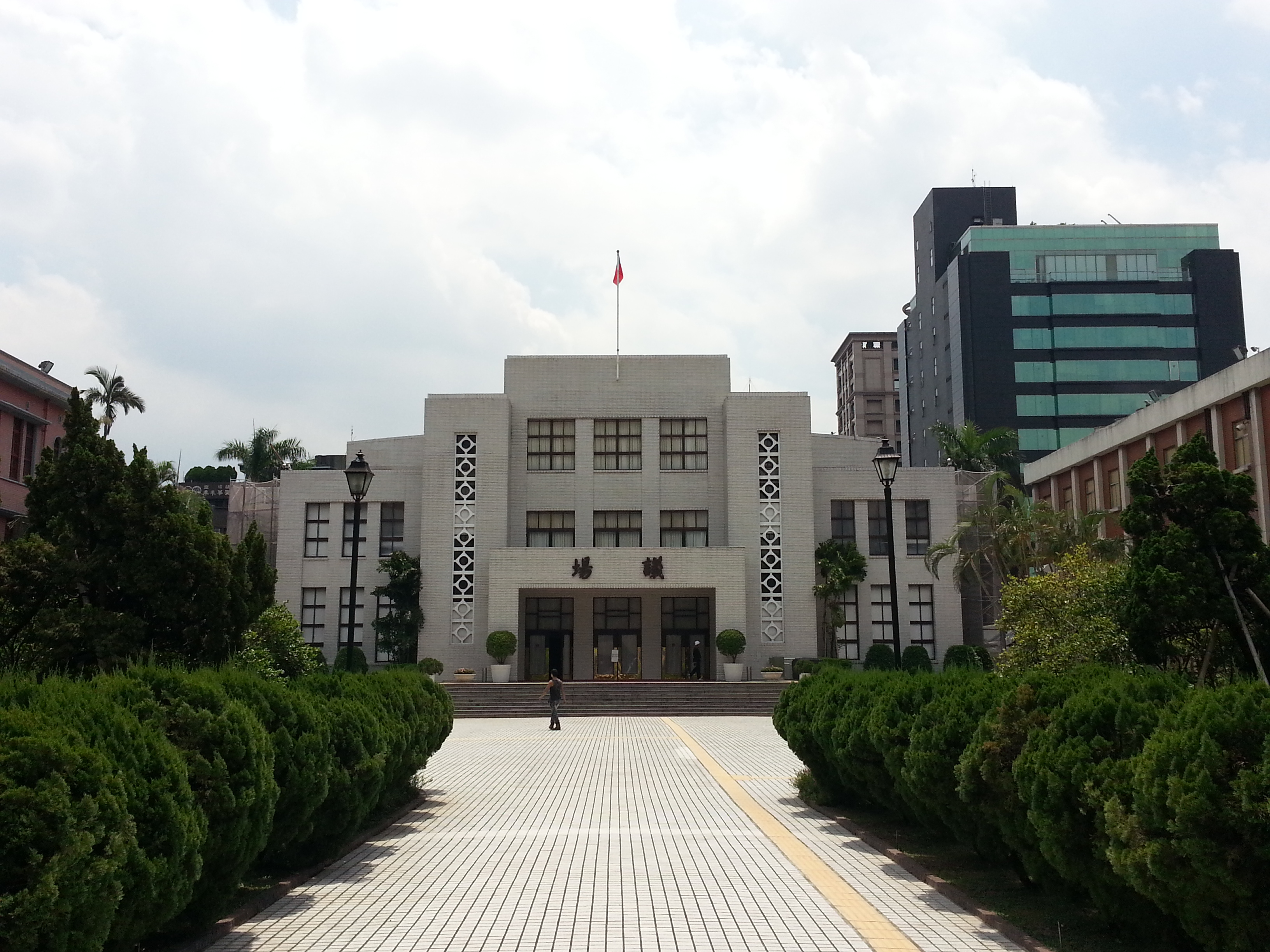
2005年修憲後，立法院成為中華民國唯一的國會機構

2000年的第十屆總統、副總統選舉，達成中華民國史上首次政黨輪替，更深化了民主機制的成熟。2001年5月，陳水扁依中華民國憲法獲得采玉大勳章。在2001年12月的立委選舉中，民進黨成為立法院最大黨。2002年1月末，張俊雄以新國會組成為由率領內閣總辭，後總統再任命時任總統府秘書長的游錫堃接任。
2004年，陈水扁连任中华民国第11任总统。在2005年召開任務型國民大會之後，國民大會被停止運作，其職權被移轉到立法院或由人民直接施行，公投複決寫入《憲法增修條文》，立法院取代國民大會原有的國會權責，大幅改變了中華民國憲政體制的架構。
陈水扁执政期间的行政院院長（政府首腦）共六任、五位。其中，民主進步黨籍政治人物張俊雄分別於2000年及2007年擔任行政院院長。
|      |      |                 |               |               |            |  |  |
| 次序 | 肖像 | 姓名            | 任職期間      | 任職期間      | 政黨       |  |  |
| 次序 | 肖像 | 姓名            | 到任時間      | 卸任時間      | 政黨       |  |  |
| 1    |      | 唐飛            | 2000年5月20日 | 2000年10月6日 | 中國國民黨 |  |  |
| 2    |      | 張俊雄          | 2000年10月6日 | 2002年2月1日  | 民主進步黨 |  |  |
| 3    |      | 游錫堃          | 2002年2月1日  | 2005年2月1日  | 民主進步黨 |  |  |
| 4    |      | 謝長廷          | 2005年2月1日  | 2006年1月25日 | 民主進步黨 |  |  |
| 5    |      | 蘇貞昌          | 2006年1月25日 | 2007年5月21日 | 民主進步黨 |  |  |
| 6    |      | 張俊雄 （二次） | 2007年5月21日 | 2008年5月20日 | 民主進步黨 |  |  |

### 马英九政府
自2008年5月20日起，馬英九就任中華民國第12任總統。在2012年1月14日的第十三任中華民國總統副總統選舉中，馬英九以689萬票連任成功，於同年5月20日就任第13任總統。马英九政府共歷時8年，内阁有劉兆玄內閣、吳敦義內閣、陳冲內閣、江宜樺內閣、毛治國內閣和張善政內閣。
劉兆玄內閣並於2008年5月20日宣示就職，因八八水災处置不当，宣布於2009年9月10日總辭。隨後，總統馬英九任命吳敦義出任行政院院長，時任桃園縣縣長朱立倫出任行政院副院長（副院長職2010年5月17日由陳冲接任）。
陳冲內閣于2012年2月6日上任。陳冲是繼1997年蕭萬長後，12年來第一個具財經背景的行政院院長。但由于陳冲的健康原因，內閣于2013年2月7日總辭，2月18日正式交接給江宜樺內閣。2014年11月29日，因中國國民黨於2014年中華民國地方公職人員選舉中慘敗，江宜樺當日請辭獲准，12月1日內閣總辭後轉為看守內閣，由原行政院副院長毛治國籌組毛治國內閣。2016年1月16日，因中國國民黨於2016年中華民國總統選舉與立法委員選舉中慘敗，毛治國當日請辭不接受慰留後，由原行政院副院長張善政任代理院長，1月25日總統批准內閣總辭後，2月1日由原行政院副院長張善政真除為院長並籌組政黨輪替前的張善政內閣。2016年5月12日，张善政内阁提出总辞，并于17日获得批准。
|      |      |        |               |               |            |  |  |
| 次序 | 肖像 | 姓名   | 任職期間      | 任職期間      | 政黨       |  |  |
| 次序 | 肖像 | 姓名   | 到任時間      | 卸任時間      | 政黨       |  |  |
| 1    |      | 劉兆玄 | 2008年5月20日 | 2009年9月10日 | 中國國民黨 |  |  |
| 2    |      | 吳敦義 | 2009年9月10日 | 2012年2月5日  | 中國國民黨 |  |  |
| 3    |      | 陳冲   | 2012年2月6日  | 2013年2月18日 | 中國國民黨 |  |  |
| 4    |      | 江宜樺 | 2013年2月18日 | 2014年12月8日 | 中國國民黨 |  |  |
| 5    |      | 毛治國 | 2014年12月8日 | 2016年2月1日  | 中國國民黨 |  |  |
| 6    |      | 張善政 | 2016年2月1日  | 2016年5月20日 | 無黨籍     |  |  |

### 蔡英文政府
2016年5月20日起蔡英文就任中華民國第14任總統。2020年1月11日，蔡英文成功連任，同年5月20日就任第15任總統。蔡英文政府共歷時8年，內閣有林全內閣、賴清德內閣、第二次蘇貞昌內閣和陳建仁內閣。
林全內閣於2016年5月20日宣示就職。
2017年9月4日，林全以完成階段性任務向蔡英文請辭，並由賴清德接任行政院院長，同月8日賴清德內閣正式上任。
2019年1月14日，賴清德內閣總辭，並由第二次蘇貞昌內閣接任。
2022年11月26日，民進黨於縣市長選舉失利，蘇貞昌向蔡英文請辭獲慰留。
2023年1月27日，蔡英文召開記者會宣布由前副總統陳建仁接任行政院院長。同月31日，陳建仁內閣正式接替蘇貞昌內閣。2024年5月16日，陳建仁內閣通過內閣總辭案。
|      |      |                 |               |               |            |  |  |
| 次序 | 肖像 | 姓名            | 任職期間      | 任職期間      | 政黨       |  |  |
| 次序 | 肖像 | 姓名            | 到任時間      | 卸任時間      | 政黨       |  |  |
| 1    |      | 林全            | 2016年5月20日 | 2017年9月8日  | 無黨籍     |  |  |
| 2    |      | 賴清德          | 2017年9月8日  | 2019年1月14日 | 民主進步黨 |  |  |
| 3    |      | 蘇貞昌 （二次） | 2019年1月14日 | 2023年1月31日 | 民主進步黨 |  |  |
| 4    |      | 陳建仁          | 2023年1月31日 | 2024年5月20日 | 民主進步黨 |  |  |

### 賴清德政府
2024年5月20日起賴清德就任中華民國第16任總統。
首任內閣卓榮泰內閣於2024年5月20日就任。
|      |      |        |               |          |            |  |  |
| 次序 | 肖像 | 姓名   | 任職期間      | 任職期間 | 政黨       |  |  |
| 次序 | 肖像 | 姓名   | 到任時間      | 卸任時間 | 政黨       |  |  |
| 1    |      | 卓榮泰 | 2024年5月20日 | 現任     | 民主進步黨 |  |  |